# Escala de Turín

Escala de Turín

La Escala de Turín es un método de clasificación del peligro de impacto asociado a los objetos de tipo NEO (Near Earth Objects, objetos cercanos a la Tierra), entre los que se encuentran asteroides y cometas. Fue creada como instrumento de uso de los astrónomos y el público para conocer enseguida la peligrosidad de un eventual impacto contra nuestro planeta, combinando la probabilidad estadística y el potencial derivado de la energía cinética que procede del mismo impacto. La Escala de Palermo es parecida, pero es más técnica y compleja.

## Características generales
La Escala de Turín usa una escala de valores de 0 a 10. Un objeto indicado con el número 0 indica que éste tiene una posibilidad casi nula de colisionar con la Tierra, o con efectos finalmente comparables a los del polvo espacial normal, es decir, demasiado pequeño como para penetrar la atmósfera y alcanzar intacto la Tierra sin desintegrarse. Un valor de 10 indica una colisión segura, con efectos a gran escala, como sembrar la destrucción total en la Tierra. Sólo se expresan números enteros: no se usan por tanto valores fraccionarios o decimales.
Un objeto recibe un valor de 0 a 10 basándose en su probabilidad de colisión y en su energía cinética, expresada en megatones (1 megatón=1 millón de toneladas de TNT). A título de ejemplo, Little Boy, la bomba atómica que estalló en Hiroshima (Japón), tuvo una potencia de cerca de 13 kilotones de TNT. Por tanto, un megatón de TNT equivale a cerca de 77 bombas como la de Hiroshima.

## Historia
La Escala de Turín fue creada por el Profesor Richard P. Binzel del departamento de Ciencias Planetarias del Massachusetts Institute of Technology (MIT). La primera versión, llamada «Índice de peligrosidad de los objetos NEO», fue presentada en una conferencia de las Naciones Unidas en 1995.
Se presentó una versión modificada en junio de 1999 durante una conferencia internacional desarrollada en Turín dedicada a los objetos NEO. Los participantes aprobaron esta nueva versión, y eligieron llamarla «Escala de Turín», reconociendo el espíritu de cooperación internacional mostrado en la conferencia hacia los esfuerzos globales de comprender el riesgo que entrañan los objetos NEO. En 2005 se presentó una versión ligeramente modificada para permitir comunicar mejor al público el grado de riesgo.

## La Escala de Turín actual
La Escala de Turín actual usa una escala de colores: blanco, verde, amarillo, naranja y rojo. Cada color tiene un sentido descriptivo.
| RIESGO NULO (blanco)                                           | RIESGO NULO (blanco) |
| -------------------------------------------------------------- | --- |
| 0.                                                             | La probabilidad de colisión es cero, o tan baja que es prácticamente cero. Se aplica también a objetos pequeños como meteoros o cuerpos celestes que se desintegran a su paso por la atmósfera, o que raramente caen a la Tierra en forma de meteorito, y sólo excepcionalmente pueden causar daños de algún tipo.                                                                                           |
| NORMAL (verde)                                                 | |
| 1.                                                             | Las observaciones ocasionales pueden descubrir el paso cerca de la Tierra de objetos que tienen un cierto peligro de colisión. Los cálculos y análisis realizados muestran que las probabilidades de colisión son extremadamente bajas y no merecen mucha atención y preocupación entre la gente. Con casi total probabilidad, las nuevas observaciones que se hagan llevarán a una reasignación al nivel 0. |
| MERECEDORES DE ATENCIÓN POR PARTE DE LOS ASTRÓNOMOS (amarillo) | |
| 2.                                                             | Colisión muy improbable de un objeto que lleva una trayectoria cercana a la Tierra. Merece la atención de los astrónomos, pero no hay motivo de preocupación por parte de la población, ya que el riesgo no es muy probable. Las nuevas observaciones pueden reasignar el riesgo al nivel 0. |
| 3.                                                             | Encuentro cercano, merecedor de atención por parte de los astrónomos. Los cálculos indican una probabilidad de colisión de un 1% o más, capaz de causar destrucción a nivel local. Lo más probable es que nuevas observaciones telescópicas conduzcan a la reasignación al Nivel 0. Será necesaria la atención del público y de las autoridades sobre todo si el riesgo de colisión está a menos de 10 años. |
| 4.                                                             | Encuentro cercano, merecedor de atención por parte de los astrónomos. Los cálculos indican una probabilidad de colisión de más de un 1%, capaz de causar devastación a nivel regional. Muy probablemente las nuevas observaciones reasignarán el nivel de peligro a 0. Será necesaria la atención del público y de las autoridades sobre todo si el riesgo de colisión está a menos de 10 años.              |
| ACONTECIMIENTOS PREOCUPANTES (naranja)                         | |
| 5.                                                             | Encuentro cercano con un objeto que supone una amenaza seria, pero todavía incierta, de devastación regional. La atención crítica de los astrónomos es necesaria para determinar si existe o no la posibilidad de un choque. Si la colisión está prevista para menos de 10 años, deben considerarse medidas gubernamentales de urgencia.                                                                     |
| 6.                                                             | Encuentro cercano con un gran objeto que supone una amenaza seria, pero todavía incierta, de una catástrofe global. La atención crítica de los astrónomos es necesaria para determinar si existe o no la posibilidad de un choque. Si la colisión está prevista para menos de 30 años, deben considerarse medidas gubernamentales de urgencia.                                                               |
| 7.                                                             | Encuentro muy cercano con un gran objeto, que si ocurriera en el mismo siglo, supondría una amenaza sin precedentes, pero todavía incierta, de catástrofe global. En estos casos, deben planificarse medidas internacionales, y especialmente la necesidad de determinar rápidamente y con la mayor certeza posible si la colisión tendrá lugar o no.                                                        |
| COLISIÓN SEGURA (rojo)                                         | |
| 8.                                                             | La colisión es segura, y con capacidad para causar destrucción localizada si impacta en tierra o un tsunami si impacta en el mar. Tales acontecimientos se presentan de media entre una vez cada 50 años y una vez cada varios miles de años. |
| 9.                                                             | La colisión es segura, y con capacidad para causar destrucción regional sin precedentes si impacta en tierra o un tsunami devastador si lo hace en el mar. Tales acontecimientos se presentan de media entre una vez cada 10 000 años y una vez cada 100.000 años. |
| 10.                                                            | La colisión es segura, y con capacidad para causar una catástrofe climática global que pueda amenazar el futuro de la civilización tal como la conocemos impacte donde impacte, en tierra o en el océano. Tales acontecimientos se presentan de media una vez cada 100.000 años o más. |

## Objetos de alto riesgo
El actual récord de clasificación más alta en la escala lo posee 2024 YR4, un asteroide de entre 40 y 100 metros de diámetro, clasificado como un objeto cercano a la Tierra (NEO) de tipo Apolo. Fue descubierto por la estación chilena del Sistema de Última Alerta de Impacto Terrestre de Asteroides (ATLAS) el 27 de diciembre de 2024.
El 6 de febrero de 2025, 2024 YR4 alcanzó una calificación de 3 en la escala de Turín, con una probabilidad de 1 en 43 (2,3%) de impactar la Tierra el 22 de diciembre de 2032. Actualmente, la NASA le otorga una calificación de −0,46 en la escala de Palermo, lo que equivale a un 37,2% del nivel de riesgo de fondo.
Este descubrimiento ha activado el primer paso en las respuestas de defensa planetaria, en el que se ha solicitado a todos los telescopios disponibles que recopilen datos sobre el objeto y se ha instado a las agencias espaciales respaldadas por las Naciones Unidas a comenzar a planificar estrategias de mitigación.
Antes de 2024 YR4, ningún NEO había alcanzado un valor superior a 3 en la escala de Turín desde 99942 Apophis en 2004, que inicialmente llegó a nivel 4 antes de ser rebajado a nivel 0 tras observaciones adicionales. A finales de 2011, los objetos con un valor más alto en la escala eran dos, ambos con valor 1:
- (367789) 2011 AG5
- 2007 VK184

Debido a una exagerada cobertura mediática de asteroides como el 2003 QQ47, los astrónomos comenzaron a trabajar en una escala de Turín reformada, y publicada en 2005, a fin de generar menos falsas alarmas susceptibles de reducir la confianza del público en las alertas justificadas. Una alternativa podría ser la escala de Palermo.